# Bourdalou

Flintporslin, 1790-tal, Rörstrand.

Bourdalou, ibland bourdaloue, är en typ av nattkärl från 1700-talet, särskilt utformad för kvinnors urineringsbehov med snås i ena ändan och ett handtag i den andra. Den tillverkades i porslin, lergods eller ibland i silver och är enligt legenden uppkallad efter den franske katolske prästen Louis Bourdaloue – vars predikningar kunde vara i många timmar, vilket nödvändiggjorde att de kvinnliga åhörarna medförde ett kärl för kunna lätta sig utan att behöva lämna lokalen. Detta är dock troligen en folketymologi. Möjligen har kärlet ursprungligen tillkommit för resebruk.